# Max Zaslofsky
Max Zaslofsky (* 7. Dezember 1925 in New York City, New York; † 15. Oktober 1985 in New Hyde Park, New York) war ein US-amerikanischer Basketballspieler. Zwischen 1946 und 1956 spielte er in der Basketball Association of America (BAA) und später der National Basketball Association (NBA) für die Mannschaften der Chicago Stags, New York Knicks und Fort Wayne Pistons. In seinen ersten vier Karrierejahren wurde Zaslofsky in das erste Team der NBA-Auswahl gewählt.

## Biographie
Als Sohn aus Russland emigrierter Juden wuchs Zaslofsky in Brooklyn auf. Bereits zu Highschool-Zeiten war er ein herausragender Spieler. Im Zweiten Weltkrieg diente er in der US Navy. Nach seinem Abschied von der Marine ging er zurück nach New York und spielte für die St. John’s University. 
Zur BAA-Premierensaison 1946/47 wechselte er ins Profilager zu den Chicago Stags. Bereits mit 20 Jahren war er der beste Spieler des Teams. 1949 mussten die Stags den Spielbetrieb einstellen und Zaslofsky wechselte zum Club seiner Heimatstadt, den New York Knicks. Dort spielte Zaslofsky bis zur Saison 1952/53, bis er zu den Fort Wayne Pistons geschickt wurde, bei denen er bis 1955/56 spielte.
Zaslofsky war 1,89 Meter groß und wurde auf der Position des Shooting Guards eingesetzt. Er war der erste Guard, der die NBA – bzw. ihren Vorläufer BAA – in der Saison 1947/48 im Scoring anführen konnte. Als Zaslofsky seine Karriere beendete, war er mit 7990 Punkten drittbester Scorer der NBA-Geschichte hinter George Mikan und Joe Fulks. Er starb im Alter von 59 Jahren an Leukämie.